# Cratere Lullin
Lullin  è un cratere sulla superficie di Venere. È stato intitolato, nel 1991, a Maria Lullin, entomologa svizzera.